# Allium apergii
Allium apergii — вид рослин з родини амарилісових (Amaryllidaceae); ендемік Греції. Назва нового виду стосується Мірто Аперґі (англ. Myrto Apergi), дуже активного грецького натураліста, який помер влітку 2006 року.

## Опис
Цибулина від субкулястої до яйцюватої, 0.9–1.3 × 0.8–1.0 см; зовнішні оболонки коричневі, сірувато-коричневі, внутрішні — перетинчасті, білуваті. Стеблина сильно вигнута, 9–14 см, вкрита листовими піхвами на 1/2–3/4 довжини. Листків 3–5, напівциліндричні, завдовжки 9–15 см, голі. Суцвіття нещільне, 12–25-квіткове. Оцвітина широко дзвінчаста; листочки майже рівні, довгасто-еліптичні, увігнуті, (3.7)4–4.5 мм завдовжки, 1.2–2.0 мм завширшки, злегка шпилясті, від жовтих до зеленувато-жовтих із зеленуватою головною жилкою. Пиляки жовті. Коробочка 3-клапанна, субокругла, розширена над серединою, 2.7–3.6 × 2.8–3.8 мм. Насіння чорне. 2n=4x=32.
Цвіте з кінця липня до серпня. Перше зріле насіння з'являється приблизно через місяць.

## Поширення
Ендемік Греції. A. apergii відомий лише з району вершини гори Очі (грец. Όχη, англ. Ochi) в найпівденнішій частині острова Евбея, на висоті 1200–1300 м. Населяє невеликі плями між скелями, стабілізовані стяжки та скелясті схили, покриті карликовою чагарниковою рослинністю на сланцях та слюдяному мармурі.